# Typhlodromus moricola
Typhlodromus moricola är en spindeldjursart som beskrevs av Ehara och Toyoshima 2006. Typhlodromus moricola ingår i släktet Typhlodromus och familjen Phytoseiidae. Inga underarter finns listade i Catalogue of Life.